# Майлз, Аарон
Аарон Майлз (англ. Aaron Miles; род. 13 апреля 1983 года) — американский профессиональный баскетболист и тренер, игравший на позиции разыгрывающего защитника.

## Биография
Аарон Майлз родился и вырос в Портленде, штат Орегон. Он был звездой баскетбольной команды старшей школы Джефферсона, которой в 2000 году помог выиграть чемпионат штата и занять по итогам сезона четвёртое место в общенациональном рейтинге. После школы Майлз поступил в Канзасский университет, на протяжении четырёх сезонов он был основным разыгрывающим университетской команды, дважды, в 2002 и 2003 годах, помог ей выйти в Финал четырёх студенческой лиги, причём в 2003 году команда играла в финальном матче за чемпионский титул, но уступила команде Сиракузского университета, в составе которого выделялся Кармело Энтони. Майлз установил рекорд как своего университета, так и конференции Big 12 по количеству передач (954), дважды, в 2004 и 2005 годах, его включали в символическую сборную конференции.
В 2005 году Майлз не был выбран на драфте НБА, однако с ним подписала контракт команда «Голден Стэйт Уорриорз». В НБА он сыграл всего 19 игр, а в январе 2006 года был отчислен из команды. Остаток сезона 2005/2006 Майлз провёл в клубе Лиги развития «Форт-Уэйн Флайерс». Не получив предложений из НБА, в 2006 году Майлз переехал в Европу и подписал годичный контракт с французским клубом «По-Ортез». В последующие годы он по году выступал за европейские клубы «Севилья», «Панионис» и «Арис», каждое лето участвовал в матчах летней лиги НБА в составе «Чикаго Буллз», «Вашингтон Уизардс», «Сиэтл Суперсоникс» и «Атланта Хокс».
В 2010 году Майлз вернулся в «Голден Стэйт Уорриорз», отыграл за команду шесть предсезонных матчей, но перед началом самого сезона был отчислен, после чего выступал за команду Лиги развития «Рино Бигхорнс». 23 августа 2011 года Майлз стал игроком самарских «Красных крыльев».
4 мая 2014 года Аарон Майлз в матче против Енисея впервые в истории Красных крыльев оформил трипл-дабл набрав 13 очков, и совершив 15 подборов и 12 передач.

## Статистика

### Статистика в НБА
| Сезон                                                                                    | Команда      | Регулярный сезон | Регулярный сезон | Регулярный сезон | Регулярный сезон | Регулярный сезон | Регулярный сезон | Регулярный сезон | Регулярный сезон | Регулярный сезон | Регулярный сезон | Регулярный сезон | Серия плей-офф | Серия плей-офф | Серия плей-офф | Серия плей-офф | Серия плей-офф | Серия плей-офф | Серия плей-офф | Серия плей-офф | Серия плей-офф | Серия плей-офф | Серия плей-офф |
| Сезон                                                                                    | Команда      | GP               | GS               | MPG              | FG%              | 3P%              | FT%              | RPG              | APG              | SPG              | BPG              | PPG              | GP             | GS             | MPG            | FG%            | 3P%            | FT%            | RPG            | APG            | SPG            | BPG            | PPG            |
| ---------------------------------------------------------------------------------------- | ------------ | ---------------- | ---------------- | ---------------- | ---------------- | ---------------- | ---------------- | ---------------- | ---------------- | ---------------- | ---------------- | ---------------- | -------------- | -------------- | -------------- | -------------- | -------------- | -------------- | -------------- | -------------- | -------------- | -------------- | -------------- |
| 2005/06                                                                                  | Голден Стэйт | 19               | 0                | 6,2              | 33,3             | 0,0              | 100,0            | 0,7              | 1,3              | 0,2              | 0,1              | 0,8              | Не участвовал  | Не участвовал  | Не участвовал  | Не участвовал  | Не участвовал  | Не участвовал  | Не участвовал  | Не участвовал  | Не участвовал  | Не участвовал  | Не участвовал  |
|                                                                                          | Всего        | 19               | 0                | 6,2              | 33,3             | 0,0              | 100,0            | 0,7              | 1,3              | 0,2              | 0,1              | 0,8              | Не участвовал  | Не участвовал  | Не участвовал  | Не участвовал  | Не участвовал  | Не участвовал  | Не участвовал  | Не участвовал  | Не участвовал  | Не участвовал  | Не участвовал  |
| Наведите курсор мыши на аббревиатуры в заголовке таблицы, чтобы прочесть их расшифровку. |              |                  |                  |                  |                  |                  |                  |                  |                  |                  |                  |                  |                |                |                |                |                |                |                |                |                |                |                |

### Статистика в Д-Лиге
| Сезон                                                                                    | Команда | Регулярный сезон | Регулярный сезон | Регулярный сезон | Регулярный сезон | Регулярный сезон | Регулярный сезон | Регулярный сезон | Регулярный сезон | Регулярный сезон | Регулярный сезон | Регулярный сезон | Серия плей-офф | Серия плей-офф | Серия плей-офф | Серия плей-офф | Серия плей-офф | Серия плей-офф | Серия плей-офф | Серия плей-офф | Серия плей-офф | Серия плей-офф | Серия плей-офф |
| Сезон                                                                                    | Команда | GP               | GS               | MPG              | FG%              | 3P%              | FT%              | RPG              | APG              | SPG              | BPG              | PPG              | GP             | GS             | MPG            | FG%            | 3P%            | FT%            | RPG            | APG            | SPG            | BPG            | PPG            |
| ---------------------------------------------------------------------------------------- | ------- | ---------------- | ---------------- | ---------------- | ---------------- | ---------------- | ---------------- | ---------------- | ---------------- | ---------------- | ---------------- | ---------------- | -------------- | -------------- | -------------- | -------------- | -------------- | -------------- | -------------- | -------------- | -------------- | -------------- | -------------- |
| 2010/11                                                                                  | Рино    | 17               | 17               | 34,5             | 51,1             | 0,0              | 78,6             | 4,1              | 8,8              | 2,5              | 0,2              | 15,1             | Не участвовал  | Не участвовал  | Не участвовал  | Не участвовал  | Не участвовал  | Не участвовал  | Не участвовал  | Не участвовал  | Не участвовал  | Не участвовал  | Не участвовал  |
|                                                                                          | Всего   | 17               | 17               | 34,5             | 51,1             | 0,0              | 78,6             | 4,1              | 8,8              | 2,5              | 0,2              | 15,1             | Не участвовал  | Не участвовал  | Не участвовал  | Не участвовал  | Не участвовал  | Не участвовал  | Не участвовал  | Не участвовал  | Не участвовал  | Не участвовал  | Не участвовал  |
| Наведите курсор мыши на аббревиатуры в заголовке таблицы, чтобы прочесть их расшифровку. |         |                  |                  |                  |                  |                  |                  |                  |                  |                  |                  |                  |                |                |                |                |                |                |                |                |                |                |                |

### Статистика в других лигах
| Сезон                                                                                   | Команда          | Лига                      | GP  | GS  | MPG  | FG%  | 3P%  | FT%  | RPG | APG | SPG | BPG | PPG  |  |
| 2011/12                                                                                 | Все клубы        | Все лиги                  | 45  | 45  | 31,9 | 45,5 | 39,6 | 78,3 | 4,0 | 5,5 | 1,7 | 0,2 | 9,8  |  |
| 2011/12                                                                                 | Красные крылья   | ПБЛ                       | 23  | 23  | 31,9 | 42,9 | 50,0 | 82,1 | 3,8 | 6,8 | 1,5 | 0,2 | 9,7  |  |
| 2011/12                                                                                 | Красные крылья   | Единая лига ВТБ           | 20  | 20  | 31,8 | 48,9 | 30,0 | 74,7 | 4,3 | 4,1 | 1,8 | 0,2 | 10,0 |  |
| 2011/12                                                                                 | Красные крылья   | Квалификация Кубка вызова | 2   | 2   | 34,0 | 42,1 | 0,0  | 75,0 | 3,0 | 4,5 | 3,0 | 0,0 | 9,5  |  |
| 2012/13                                                                                 | Все клубы        | Все лиги                  | 50  | 50  | 31,4 | 42,8 | 19,6 | 78,7 | 3,7 | 6,4 | 2,0 | 0,1 | 8,9  |  |
| 2012/13                                                                                 | Красные крылья   | Единая лига ВТБ           | 23  | 23  | 32,9 | 43,0 | 13,6 | 82,3 | 4,1 | 6,7 | 2,1 | 0,1 | 9,7  |  |
| 2012/13                                                                                 | Красные крылья   | ПБЛ                       | 17  | 17  | 32,1 | 39,1 | 15,4 | 81,1 | 3,8 | 5,6 | 1,9 | 0,2 | 8,5  |  |
| 2012/13                                                                                 | Красные крылья   | Кубок вызова              | 16  | 16  | 30,1 | 44,8 | 25,0 | 70,0 | 3,2 | 6,9 | 1,9 | 0,1 | 8,6  |  |
| 2013/14                                                                                 | Все клубы        | Все лиги                  | 34  | 34  | 33,5 | 46,3 | 31,8 | 68,0 | 5,4 | 7,7 | 1,7 | 0,1 | 8,7  |  |
| 2013/14                                                                                 | Красные крылья   | Единая лига ВТБ           | 21  | 21  | 33,8 | 44,0 | 20,0 | 71,7 | 6,0 | 8,4 | 1,5 | 0,1 | 8,4  |  |
| 2013/14                                                                                 | Красные крылья   | Кубок вызова              | 13  | 13  | 33,1 | 50,0 | 57,1 | 62,1 | 4,6 | 6,7 | 1,9 | 0,2 | 9,2  |  |
| 2014/15                                                                                 | Все клубы        | Все лиги                  | 20  | 6   | 23,8 | 41,2 | 0,0  | 70,0 | 3,2 | 4,2 | 0,8 | 0,1 | 4,9  |  |
| 2014/15                                                                                 | Локомотив-Кубань | Единая лига ВТБ           | 11  | 3   | 22,8 | 38,2 | 0,0  | 73,3 | 3,1 | 4,1 | 0,7 | 0,1 | 4,8  |  |
| 2014/15                                                                                 | Локомотив-Кубань | Кубок Европы              | 9   | 3   | 24,9 | 44,7 | 0,0  | 60,0 | 3,2 | 4,2 | 0,9 | 0,1 | 5,0  |  |
|                                                                                         |                  | Всего                     | 149 | 135 | 31,0 | 44,3 | 29,5 | 76,1 | 4,1 | 6,1 | 1,7 | 0,1 | 8,6  |  |
| Наведите курсор мыши на аббревиатуры в заголовке таблицы, чтобы прочесть их расшифровку |                  |                           |     |     |      |      |      |      |     |     |     |     |      |  |

## Достижения
- Кубок России (2012, 2013)  (Красные крылья (Самарская область))
- MVP Кубка России (2013)  (Красные крылья (Самарская область))
- Кубок вызова ФИБА (2013)  (Красные крылья (Самарская область))
- Лучший распасовщик Единой Лиги ВТБ (2013)  (Красные крылья (Самарская область))